# Tävjetjärnen
Tävjetjärnen är en sjö i Härjedalens kommun i Härjedalen och ingår i Ljungans huvudavrinningsområde.